# Blešivec obecný
Blešivec obecný (Gammarus pulex) je sladkovodní korýš z řádu různonožců (Amphipoda) pocházející z Evropy a střední Asie. Původně byl Linnéem pojmenován Cancer pulex, od roku 1775 je typovým druhem rodu Gammarus Fabricius. Dnes již neplatné mladší synonymum pro tohoto blešivce je Rivulogammarus pulex. 

## Název
Rodové jméno je odvozeno z latinského gammarus (také: cammarus), příbuzného s řeckým κάμμαρος, kammaros, které znamenalo „mořský rak“ nebo „humr“ (v románských jazycích se toto slovo v mírně pozměněné podobě zachovalo dodnes jako název humra). Druhové jméno pulex znamená v latině „blecha“.

## Popis
Dospělí samci blešivce dosahují délky 2,1 cm, samice dorůstají maximálně 1,4 cm. Zbarvení se pohybuje od bělavě žluté přes okrovou a šedou až po zelenkavou. 
Tělo blešivce je typicky bočně zploštělé. V klidové poloze je tělo téměř půlkruhovitě prohnuté. Pohybují se plazením v boční poloze, při plavání však v normální poloze hřbetní stranou nahoru. Tělo je rozděleno na tři části: Hlava je spojením hlavy s prvním hrudním článkem. Jeho končetiny, které fungují jako ústní končetiny, se nazývají maxilární nožky (maxilipedy). Druhá část těla se nazývá pereon (mesosom) a skládá se z dalších sedmi hrudních článků, na nichž je umístěno sedm párů hrudních končetin (pereopodů). Kyčle (coxae) prvních čtyř párů končetin jsou rozšířené a tvoří výrazné, zploštělé koxální destičky, díky nimž se pereon při pohledu z boku jeví širší a rozdělený na dvě části. Zadeček se skládá ze šesti článků a nazývají se pleon (metasom, v literatuře jsou takto též označovány jen první 3 články). Nohy připojené k jeho přední části, pleosomu, se nazývají plovací nožky (pleopody). Články jsou bočně staženy dolů a vytvářejí deskovitá rozšíření zvaná epimery. Zadní část pleonu se nazývá urosom. K jeho článkům jsou připojeny tři páry dvouvětevných nožek zvaných uropody. Konec tvoří špičatý telson.
Hlava má dva páry tykadel – pár tykadélek (antennulae) a pár tykadel (antennae). První pár tykadel je dlouhý asi polovinu délky těla a každé se skládá z tříčlánkového násadce a 23článkového, rovnoměrně stočeného bičíku, ke kterému je připojen krátký pětičlenný sekundární vedlejší bičík. Druhý pár tykadel je nápadně kratší než první. Skládá se ze dvou základních článků a prodloužené koncové části, která odpovídá endopoditu rozdvojené nohy. Skládá se ze tří prodloužených článků a šestnáctičlánkového bičíku. Články bičíku jsou u samců nápadně širší a na spodní straně mají dlouhé dvouřadé štětiny, které jim dodávají kartáčovitý vzhled (druhově determinační znak). Za párem tykadel se nachází složené oko ve tvaru ledviny. Ústní ústrojí se skládá z kusadel (horní čelisti, mandibula) a dvou párů dolních čelistí (maxilla, maxily 1. a 2. páru). Kusadla se skládají ze zvětšeného proximálního článku (coxa), který tvoří klešťovitý kousací nástroj (molar), a makadel (palpus) vytvořených z endopodů. Každý pár maxil se skládá ze dvou deskovitých přívěsků pokrytých dlouhými řadami štětinek a makadla. Ústní dutinu uzavírají vzadu maxillipedy, které působí jako celek díky tomu, že koxy srůstají dohromady.
Dva přední páry pereopodů (gnathopody) slouží jako klepetovité uchopovací nástroje. „Klepeta“ se skládají z mohutného proximálního článku (propodus) a malého, prstovitého (drápkovitého) terminálního článku (dactylus), který je složený proti proximálnímu článku jako zavírací kapesní nůž (subchelátní). Pět zadních párů jsou kráčivé nohy. Na bázi druhého až šestého pereopodu je pět párů destičkovitých žaber (branchiae), které slouží k absorpci kyslíku z vody. Neustálým kmitáním pleopodů jsou žábry rovněž zásobovány čerstvou vodou k dýchání. Na konci každé nohy je silný drápek. Pokud živočich opustí svou půlkruhovitou klidovou polohu a natáhne se, způsobí kmitání pleopodů zpětný tok vody a kromě své běžné funkce slouží jako plovací nožky. Třetí a čtvrtý pár pereopodů podporuje plavací pohyb. U samic se na vnitřní straně stejných párů nohou, které nesou žábry, nachází pět párů dlouhých výběžků, tzv. oostegitů. Vymezují částečně otevřenou rozmnožovací komůrku (marsupium) na ventrální straně mezi bázemi nohou.
Stejně jako většina původních korýších nohou (rozeklaných nohou) se i uropody skládají ze dvou větví. U druhu blešivec obecný (Gammarus pulex) je vnitřní článek (endopod) třetího uropodu více než poloviční oproti vnějšímu článku (exopod), typický poměr je zhruba 0,66–0,75. V této charakteristice se liší od blešivce potočního (Gammarus fossarum), jehož vnitřní článek na třetím uropodu nedosahuje více než poloviny délky vnějšího článku, typický poměr je 0,5.
Blešivec obecný (Gammarus pulex) se od blešivce Gammarus lacustris liší štětinami na bičíku druhého páru tykadel samců. Tento bičík je zesílený a na vnitřní straně má dvě řady osmi až deseti pevných, polodlouhých štětin, které bičíku dodávají kartáčovitý vzhled. Toto štětinování je u blešivců vyvinuto jen mírně. Lze jej rozpoznat podle velmi špičatých zadních rohů druhého epimeru.

## Rozšíření
Blešivec obecný je rozšířen ve většině Evropy a severní Asie, na jihu po Turecko a na východě po Čínu. Chybí v některých částech jihozápadní Evropy, například ve Španělsku (zde je nahrazen druhem Echinogammarus berilloni) a v Itálii jižně od Alp, zde je nahrazen nedávno odděleným druhem Gammarus italicus. Druh byl do Irska zavlečen člověkem a vytlačuje endemické sladkovodní populace příbuzného druhu Gammarus duebeni, vzácně se vyskytuje i v podzemních vodách (stygobiont), odpovídající populace byly popsány jako samostatný poddruh Gammarus pulex cognominis Karaman & Pinkster, 1977.
Těžiště jeho rozšíření je v nížinných tocích. V nadmořské výšce nad 400 až 450 m n. m. je v Německu obvykle nahrazován příbuzným druhem Gammarus fossarum, takže v alpských zemích je vzácný. Například ve Vorarlbersku zcela chybí, ale v jižních částech svého areálu rozšíření, např. ve francouzském Centrálním masivu, může někdy dosahovat nadmořské výšky přes 1000 m. V nížinách se oproti dřívějším předpokladům oba druhy často vyskytují vedle sebe, často jako smíšené populace v téže vodní nádrži. Blešivec obecný se vyskytuje od nížin až po pramenné oblasti.
Blešivec obecný byl podle Nálezové databáze ochrany přírody v Česku zaznamenán od roku 2010 do ledna roku 2025 ve čtyřech čtvercích.

## Kompetice s ostatními druhy blešivců
Blešivec obecný je euryekní druh, který může žít ve většině tekoucích i stojatých vod. V oblasti jeho rozšíření je jeho skutečný výskyt omezen kompeticí s jinými druhy blešivců. V posledních letech se k relativně malému počtu původních druhů přidaly četné introdukované exotické druhy, které tento druh vytlačily z některých dříve kolonizovaných vod.
Gammarus fossarum
Gammarus pulex je konkurenčně silnější než Gammarus fossarum ve vodách s pomalejšími proudy; pokud se oba druhy vyskytují společně, dává G. pulex přednost pomaleji proudícím mikrohabitatům. Je méně citlivý na nedostatek kyslíku; to se odráží v hodnotě jeho indexu v saprobním systému (2,0 oproti 1,5 u G. fossarum). Dává také přednost teplejším vodám. V případě nepřítomnosti G. fossarum může úspěšně samovolně kolonizovat většinu typů vod, které kolonizuje.
Gammarus tigrinus
Severoamerický druh Gammarus tigrinus byl záměrně vysazen do řek Werra a Vezera ve střední Evropě v roce 1957 Dr. Wolfgangem Schmitzem jako náhrada za druh G. pulex, který v důsledku znečištění vod solemi vyhynul (znečištění solemi pocházelo z odpadních vod draselného průmyslu). G. tigrinus dává přednost slaným vodám. Mezitím se však na mnoha místech Evropy objevily oligohalinní populace, které mohou G. pulex vytlačit v některých vodách s nízkým obsahem soli nebo dokonce v čistých sladkých vodách, např. v Nizozemsku nebo v Bretani. G. tigrinus se stává dominantním pouze v teplých, většinou organicky znečištěných vodách. V Německu zatím nebylo vytlačení pozorováno, i když izolované populace G. tigrinus byly nalezeny i v čisté sladké vodě.
Dikerogammarus villosus
ěkterých částech svého areálu rozšíření je Gammarus pulex v současné době vytlačován zavlečeným ponto-kaspickým druhem blešivce Dikerogammarus villosus, který může vytlačovat původní druh nejen konkurencí, ale i přímým predačním tlakem (požíráním), ze svých oblíbených vod, kterými jsou především plavební kanály a velké řeky. Nezdá se však, že by Dikerogammarus villosus pronikal do potoků, které jsou oblíbeným životním prostředím Gammarus pulex.

## Stanoviště
Blešivec obecný žije ve sladké vodě. Vyskytuje se ve stojatých vodách, ale zjevně dává přednost tekoucím vodám, takže je proudomilný (reofilní). V rámci tekoucích vod dává přednost středním a dolním úsekům toků (meta- a hyporhitrál). V menší míře se ještě vyskytuje v horních tocích řek (epipotamál), ale ne více než ve středních a dolních tocích. V tocích je rozšířený a velmi častý. Ve studiích hessenských vodních toků v rámci rámcové směrnice o vodě byl blešivec obecný nalezen v 597 z 1025 zkoumaných toků, což z něj činí druhý nejčastější druh makrozoobentosu – po jepici předjarní (Baetis rhodani). V optimálních vodních tocích může tento druh dosahovat populační hustoty až 10 000 jedinců na metr čtvereční, i když typičtější je hustota několika stovek jedinců. 
Gammarus pulex je velmi citlivý na antropogenní okyselování vody. Dokonce i mírně kyselé vody s hodnotami pH 6,0 vedou k výraznému zvýšení úmrtnosti a snížení rychlosti růstu. Tento účinek byl poněkud zmírněn, ale nikoliv eliminován, vysokým obsahem huminových látek. Druh se proto častěji vyskytuje ve vápenatých vodách a chybí v přirozeně kyselých vodách, např. v kyselých rašeliništích.

## Potrava
Hlavním zdrojem potravy tohoto druhu je obvykle spadané listí z listnatých stromů, které spadlo do vody. Blešivci dokážou listové čepele odumřelých listů rozkousat, a tkáně rozdrtit; tento potravní typ je v limnologii znám jako drtič (shredder). Dominantním a ekologicky nejvýznamnějším druhem drtičů ve středoevropských vodních tocích jsou obvykle blešivci jako např. blešivec obecný. Z pokusů a terénních pozorování je známo, že ne všechny listy jsou pro blešivce obecné svou kvalitou vhodné. Tuhé a pevné listy s vysokým obsahem tříslovin nebo ligninu jsou méně preferované. Oblíbenými listnatými druhy jsou olše, topoly a vrby, méně oblíbené jsou bukové listy, nejméně vhodné jako potrava jsou dubové listy a jehličí jehličnanů. Částečně rozložené listy s vysokým podílem biomasy hub jsou jednoznačně preferovány. Bakterie ani houbové spory nejsou ve významné míře tráveny. Blešivci dávají přednost životu v zachyceném listovém spláví v potocích. Koncem léta, před opadem nového listí, mohou spotřebovat biomasu listů v takové míře, že je růst populace omezen nedostatkem potravy.
Ačkoli je v limnologickém výzkumu silně zdůrazňována role blešivců jako drtičů, blešivec obecný je ve skutečnosti všežravec. Mohou se živit řasami a organickými povlaky (biofilmem) kamenů a vyššími vodními rostlinami (makrofyty). Jsou také příležitostní predátoři, jejich kořistí se stávají organizmy, které nejsou příliš rychlé a příliš tvrdě obrněné, např. larvy jepic nebo komárů. Ochotně přijímají i mršiny, např. uhynulé ryby. V podstatě se jedná o oportunisty, kteří využívají každý zdroj potravy, který se jim naskytne. Živí se však larvami jepic, i když mají k dispozici dostatek kvalitní listové potravy.
Oblíbeným zdrojem potravy jsou příbuzné druhy blešivců i jedinci vlastního druhu. Blešivci jsou tedy částečně kanibalističtí. Kromě malých mláďat se mohou stát kořistí pouze čerstvě svlečení jedinci, jejichž tělní obal ještě není ztvrdlý. Přijímají i vodní stejnonožce, které blešivec obecný dokáže vytlačit ze svých preferovaných vod.

## Životní cyklus
Vyhledávání jedinců opačného pohlaví je u blešivce obecného založeno na feromonech, které vysílá samice a samec je vnímá tykadly. Je možné, že feromonovou funkci má i hormon ekdyson, který reguluje svlékání. Samice blešivce obecného mohou být oplodněny a klást vajíčka pouze bezprostředně po svléknutí. Aby bylo zajištěno oplodnění, přichytí se větší samci prvním párem gnathopodů na záda samice a čekají, až se samice svlékne. To občas vede k mylnému páření s blešivcem potočním. Druhý pár gnathopodů je pro přidržování bezvýznamný, ale má důležitou funkci při samotném páření. Páry spolu zůstávají dlouhou dobu, až týdny, a jsou téměř stejně pohyblivé jako jednotliví nespáření jedinci, přičemž rozdíl ve velikosti je výhodou. Překvapivě se zdá, že vytváření párů není založeno pouze na soutěži mezi samci, ale může být výhodné dokonce i pro samice. Při vlastní kopulaci se samec pustí, připlave k břišní straně samice a zde vypustí své sperma. Oplodnění probíhá zevně.
Samice neklade vajíčka volně, ale do snůškového vaku (marsupia) na břišní straně těla, ve kterém je pak nosí s sebou. Po nakladení jsou vajíčka obklopena želatinovou skořápkou, která se postupně rozpouští. Velikost snůšky závisí na tělesné velikosti samice, a tedy nepřímo i na jejím věku (protože zvířata během života rostou, a starší samice jsou proto větší). Obvykle je to 15 a maximálně až kolem 30 vajíček, u velmi malých samic (první snůška) jen 6 až 7. Za rok jsou možné tři reprodukční cykly, každý s jednou snůškou, ne vždy je však tohoto vysokého počtu dosaženo, například v turecké řece Yeşilırmak je v podstatě jen jeden cyklus na jaře. Blešivci mohou dosáhnout věku dvou let a během této doby vyvést pět až šest snůšek, většina jedinců však nežije déle než jeden rok.
Mláďata se líhnou z vajíček asi po 20 až 23 dnech a jsou pak dlouhá asi 1,6 až 1,8 mm. Samice pak mláďata nosí s sebou asi dva dny (při nízkých teplotách vody o něco déle), než je vypustí do volné vody. V závislosti na teplotě vody pohlavně dospívají po 11 (při 20 °C) až 52 týdnech (při 5 °C) a v závislosti na ročním období, kdy se vylíhnou, se mohou poprvé rozmnožit ještě téhož roku nebo až v roce následujícím.
Doba rozmnožování tohoto druhu je poměrně dlouhá. Samice nesoucí vajíčka lze pozorovat téměř po celý rok. Rozmnožování je však obvykle omezeno na letní měsíce, od října (listopadu) do března nejsou kladena žádná vajíčka. To platí i v jižních částech areálu rozšíření, např. v Anatolii. Samice snášející vajíčka se pak vyskytují jen výjimečně, nebo vajíčka zadržují až do jara a žádné páry nevznikají. Během této doby se oostegity snůškového vaku během svlékání poněkud zmenšují a ztrácejí dlouhé třásňovité lemy.
Jedinci blešivce obecného procházejí během svého života četnými svlékáními. Fáze svlékání na sebe navazují v řádu dnů až několika týdnů, takže není možné rozlišit jednotlivé fáze podle velikostních tříd. Blešivci pokračují ve svlékání po celý život, a to i v době pohlavní dospělosti. Kutikula, která se během svlékání odvrhuje, obsahuje vápník, což znamená, že tento druh má vysoké nároky na vápník pro svůj vývoj.

## Bioindikátor
Blešivci obecní se používají jako bioindikátory kvality pitné vody. V přečerpávací stanici Kleistpark společnosti Berliner Wasserbetriebe jsou chováni v malých komorách a sledováni pomocí senzorů. Při změně jejich chování se spustí alarm. Nahradili slunky obecné používané do roku 2015.

## Paraziti
Blešivec obecný je znám jako mezihostitel nejméně tří různých druhů parazitických vrtejšů: Pomphorhynchus laevis, P. minutus a P. tereticollis.